# Бобко, Игорь Максимович
Игорь Максимович Бобко (9 августа 1930 года — 29 марта 2012 года) — советский и российский учёный-педагог, член-корреспондент АПН СССР (1985), член-корреспондент РАО (1993).
Доктор технических наук, профессор.
Работал в Институте педагогических исследований одарённости детей Российской академии образования.
В 1985 году избран членом-корреспондентом АПН СССР от Отделения общего среднего образования, в 1993 году стал членом-корреспондентом РАО.
Сфера научных интересов: информационные технологии в образовании, автоматизация в современных системах управления.

## Награды
- Государственная премия СССР в области науки и техники (в составе группы, за 1984 год) — за разработку теоретических основ, создание и широкое внедрение систем организационного управления с использованием ЭВМ
- Заслуженный деятель науки Российской Федерации (2008)[1]